# Democratische Partij van Artsach
De Democratische Partij van Artsach (Armeens: Արցախի Դեմոկրատական Կուսակցություն, Artsachi Demokratakan Koesaktsoetjoen) is een politieke partij die functioneerde in de niet-erkende Republiek Artsach, een afscheiding van Azerbeidzjan. 
Bij de parlementsverkiezingen van 2005 behaalde zij 10 van de 33 zetels en werd daarmee de grootste partij in het Artsachse parlement. Het ging daarna bergafwaarts met de partij: in 2010 won de partij zeven zetels, in 2015 zes zetels en in 2020 twee zetels.